# Senecio lautus
Senecio lautus là một loài thực vật có hoa trong họ Cúc. Loài này được G.Forst. ex Willd. miêu tả khoa học đầu tiên năm 1803.